# Хемачандра
Хемачандра, также Гемачандра или Гамачандра (Hemaçandra), — индийский грамматик, лексикограф и математик XII века; монах-джайнист, изложивший основания этой религии под заглавием «Йогашастра» (руководство по йоге — в классическом понимании термина). Автор большого труда по санскритской грамматике — «Шабданушасана», словаря санскритских синонимов «Абхидханачинтамани» и словаря провинциализмов «Дешинамамала». Ачарья (монах, достойный поклонения) и наставник императора Кумарапалы (правил империей Пала в 1130—1140 годы).

## Биография
Чачига, сын Чачиги и матери Пахини, родился в 1089 году в городе Дхандхука, возле Ахмадабада. Рано отданный в монахи, закончил образование в 21 год, и светское имя Чачига сменилось на религиозное — Хемачандра Сури.
Позднее получил прозвище Каликала Сарваджня («Всеведущий века Кали») и стал писателем-шветамбаром («одетый в белое»). Традиция приписывает ему миллион сочинений, из которых особо выделяются его «Йогашастра» и «Праманамиманса» (Pramana-mimansa; трактат по логике).

## Труды
О джайнизме
- «Йогашастра[англ.]» (Иогашастра; изложение джайнизма[7]) — дидактическая поэма, написанная для правителя индийской империи Пала — Кумарапалы (правил в 1130—1140 годы), наставником которого был Хемачандра.

Первые четыре отдела, трактующие об этике джайнизма, были изданы профессором Виндишем (в «Zeitschrift der Deutschen Morgenländischen Gesellschaft», 1874, т. XXVIII) .
Пракритская грамматика
- «Шабданушасана» (Śabdanuśāśana) — многотомный труд по санскритской грамматике. Особенную ценность имеет его пракритская грамматика, составляющая восьмую книгу; она была издана в Бомбее (1873) и затем в Галле — Пишелем[7] .

Лексикография
- «Абхидханачинтамани» (Abhidhāna-cintāmaṇi-kośa) — систематический словарь санскритских синонимов; особенно известен среди лексикографических работ Хемачандры. Был издан Кольбруком, затем совместно Бётлингом и Риё[англ.] (СПб., 1847) и в 1868 г. в Калькутте (с санскритским комментарием)[7]. Слово «чинтамани» в названии означает «волшебный или философский камень»[9].
- «Дешинамамала» (Desi-nama-mala = «словарь провинциализмов») — другая лексикографическая работа Хемачандры, была издана Пишелем и Бюлером, с критическими примечаниями, глоссарием и историческим введением (ч. I)[7] .